# Daniel B. Lucas
Daniel B. Lucas (Charles Town, 1836. március 16. – Charles Town, 1909. június 24.) az Amerikai Egyesült Államok szenátora (Nyugat-Virginia, 1887).